# Indian Shores
Indian Shores – miasto w Stanach Zjednoczonych, w stanie Floryda, w hrabstwie Pinellas.